# Ottar fra Hålogaland
Søfareren og handelsmanden Ottar fra Hålogaland er vel nok den mest kendte historiske person fra dette område, det gamle navn på området nord for Trøndelag.
Ottar levede i slutningen af 800-tallet og var muligvis herse (høvdingetitel). Hans gård lå længst mod nord i Hålogaland, muligvis ved Malangen, på sydvestsiden af Kvalø i Hillesø, men også andre steder har været nævnt. Ottar drev varehandel med skind i ind- og udland, foruden opdagelsesrejser i moderne forstand.
Ottar sejlede fra Hålogaland til England omkring år 890, hvor den engelske konge Alfred den store i Wessex fik nedskrevet hans beretning om Hålogaland og om en rejse langs kysten til Hvidehavet. Beretningen til Ohthere, som Ottar blev kaldt, blev føjet ind i kong Alfreds oversættelse af en latinske verdenshistorie forfattet af den spanske munk Orosius på 400-tallet. Dette værk har i indledningen et overblik over de lande, som romerne kendte til, men alt nord for Alperne var udeladt. Til dette tillæg blev der lagt til to beretninger fra Europas yderkanter, en om en rejse af Wulfstan ind i Østersøen, den andre om hålogalændingen Ottars rejse i Nordishavet.

## Ottars rejse mod nord
"Jeg bor længst mod nord af alle nordmænd, på nordsiden af landet ved Vesterhavet, men landet strækker sig endda længere mod nord. Det er alt sammen ødeland. Bare nogen få steder er bedre, hvor finnerne  holder til, jager om vinteren og fisker i søen om sommeren.
Jeg blev interesseret i at vide hvor langt, landet strækker sig mod nord, og om det bor folk nord om ødemarken. Jeg sejlede da nordpå langs landet i 3 dage, og længere drager aldrig hvalfangerne. Hele tiden havde jeg ødemarken på styrbord og det åbne hav på bagbord. Så sejlede jeg længere nordpå i 3 dage til. Da bøjede landet øst over, eller en havbugt gik ind, jeg ved ikke sikkert hvad det var . Der måtte jeg vente på mere vestlig eller nordvestlig vind.
Så sejlede jeg østpå langs med landet så langt, jeg kunne sejle i 4 dage. Der lå jeg og ventede på ret nordenvind. For landet bøjede sig syd over eller en havbugt gik ind, jeg ved ikke sikkert hvad det var . Så sejlede jeg ret syd over langs landet så langt, jeg kunne komme i 5 dage. Da lå der en stor å op i landet . Vi drog op i åen, men landet på hinsides af åen  var stærkt bebygget, og did turde vi ikke komme, da vi frygtede for ufred.
Finnernes land var øde, og vi havde ikke mødt bebygget land siden vi for hjemmefra, uden nogen fiskere, jagtmænd og fuglefangere. Bjarmerne fortalte os meget om deres land.  Sproget, de talte, var omtrent det samme som finnernes.
Jeg tog ud på denne færd for at undersøge landet, og for at få hvalros. Hvalrossen har i sine tænder et svært fint ben, og huden er god til skibsreb. Denne hval er mindre end andre hvaler, for han er bare 7 alen lang. Hjemme i mit eget land er der hvaler  som er 48 alen og de største er 50 alen lange. Af dem kan jeg selv selv-sjette dræbe 60 på to dage.
Da vi drog hjemmefra ejede jeg 600 tamme rener, alle ukøbte dyr. Af dem var 6 lokkerener, og de er meget dyre hos finnerne, for med dem tæmmer de vildrenen. Jeg er mellem de første mænd der i landet. Men alligevel ejer jeg bare 20 køer, 20 får og 20 grise. Den smule jeg pløjer, pløjer jeg med heste.
Den største herlighed hos os er den afgift, som finnerne betaler . De skatter hver efter deres byrd. Den højbyrdigste finne skal give 15 mårskind, 5 renfælder, 1 bjørneskind, 10 ambrer fjer, 1 kofte af bjørneskind eller odderskind, og 2 skibsreb, hvert 60 alen langt, af hvalroshud eller sælhud."

## Ældste beskrivelse af Norge
Således blev den ældste beretning om Norge (Norðmanna land) også den ældste beretning om Hålogaland reddet for eftertiden. Ottar sagde selv, at han kom fra det, som de engelske skriverne opfattede som Halgoland.
Ottars beretning indeholder en generel beskrivelse af Norge: Det er langt og smalt. Alt som kan pløjes eller dyrkes, ligger ved havet. Øst for den begyndte landstriben, hvor finnerne holder til. Jo længere nord på, man kommer, desto smallere bliver det dyrkede land. I sydøst er det bredest og kan være 60 mil (gammelengelsk mil: ca. 90 km) bredt eller mere. På midten er 30 mil (ca 45 km), men i nord er det mange steder blot 3 mil (ca 4,5 km) før man kommer til fjeldet.
I den sydlige del af landet ligger en havn (markedsplads, handelsplads) som kaldes ‘Sciringes heal’. Did kunne han ikke sejle på en måned dersom han lagde bi om natten og havde gunstig vind. Hele tiden måtte han sejle langs landet, og på styrbord side havde han først 'Ira land' (Island?) og der efter de øer, som lå mellom 'Ira land' (Island?) og 'þissum lande' (England/Wessex). Dette land (England/Wessex) ligger på styrbord side hele tiden til han kom til 'Sciringes heal', og hele vejen ligger 'Norðweg' på bagbord side. Syd for 'Sciringes heal' skærer et stort hav sig ind i landet, bredere end nogen mand kan se over, og på den anden side ligger Jylland og der efter 'Sillende' (Sønderjylland). Havet strækker sig mange hundrede mil (engelske mil ca. 1,5 km) op i landet. Fra 'Skiringes heal' til 'æt Hæþum' (Hedeby) i Danmark sejlede han i fem dage. Da han sejlede did fra 'Sciringes heal', havde han på bagbord side 'Denamearc' (Danmark, det vil sige Bohuslen og Halland) og på hans styrbord side åbent hav i tre dage. To dage før han kom til Hedeby, lå på styrbord side Jylland, 'Sillende' og mange øer, og i to dage lå da øerne, som tilhørte Danmark, på bagbord side.
Hidtil har ingen videnskabeligt kunnet dokumentere hvor i det sydlige Norge, 'Sciringes heal' lå. De fleste forskerne mener, at det var Skringssal (Kaupang) i Vestfold Ottar besøgte. Men beskrivelsen, han giver af Norge og sejladsen langs vestkysten af landet med England på styrbord side helt til, han kom til 'Sciringes heal', tyder på, at stedet kan have ligget langt længere mod vest, måske i området rundt Lista og Lindesnes.
Ottar er blevet brugt som et bevis på en gryende national tilhørighed i slutningen af 800-tallet. Dette tilbagevises af blandt andre arkæologen Terje Østigård, som mener, at Dette synet på etnicitet og hvordan man kan analysere etnicitet i fortidige samfund, repræsenterer en slutningsrække af faktafejl og begrepssammenblandinger ud fra en antropologisk og arkæologisk forståelse af hvad, etnicitet er.